# Moses Hardy
Moses Hardy (født 6. januar 1893 i Mississippi, død 7. december 2006) var den ældste mand i USA i 2004 var den næstældste mand i verden efter Emiliano Mercado del Toro.
Han gjorde tjeneste i 1. verdenskrig i Frankrig fra 1918 til 1919.
Efter krigen tog han tilbage til sin hjemby, kørte skolebus og solgte kosmetik. Han boede til sin død i sin hjemby Aberdeen.
Hardys familie er stor, og den er spredt over hele landet. Han fik otte børn, men der er kun et barn tilbage. Han havde 16 børnebørn, 32 oldebørn og 6 tipoldebørn.
Moses Hardy blev 113 år gammel.